# Буртман, Валентин Семёнович
Валентин Семёнович Бу́ртман (11 октября 1931, Москва — 1 ноября 2023, Москва) — советский и российский учёный-геолог, доктор геолого-минералогических наук.

## Биография

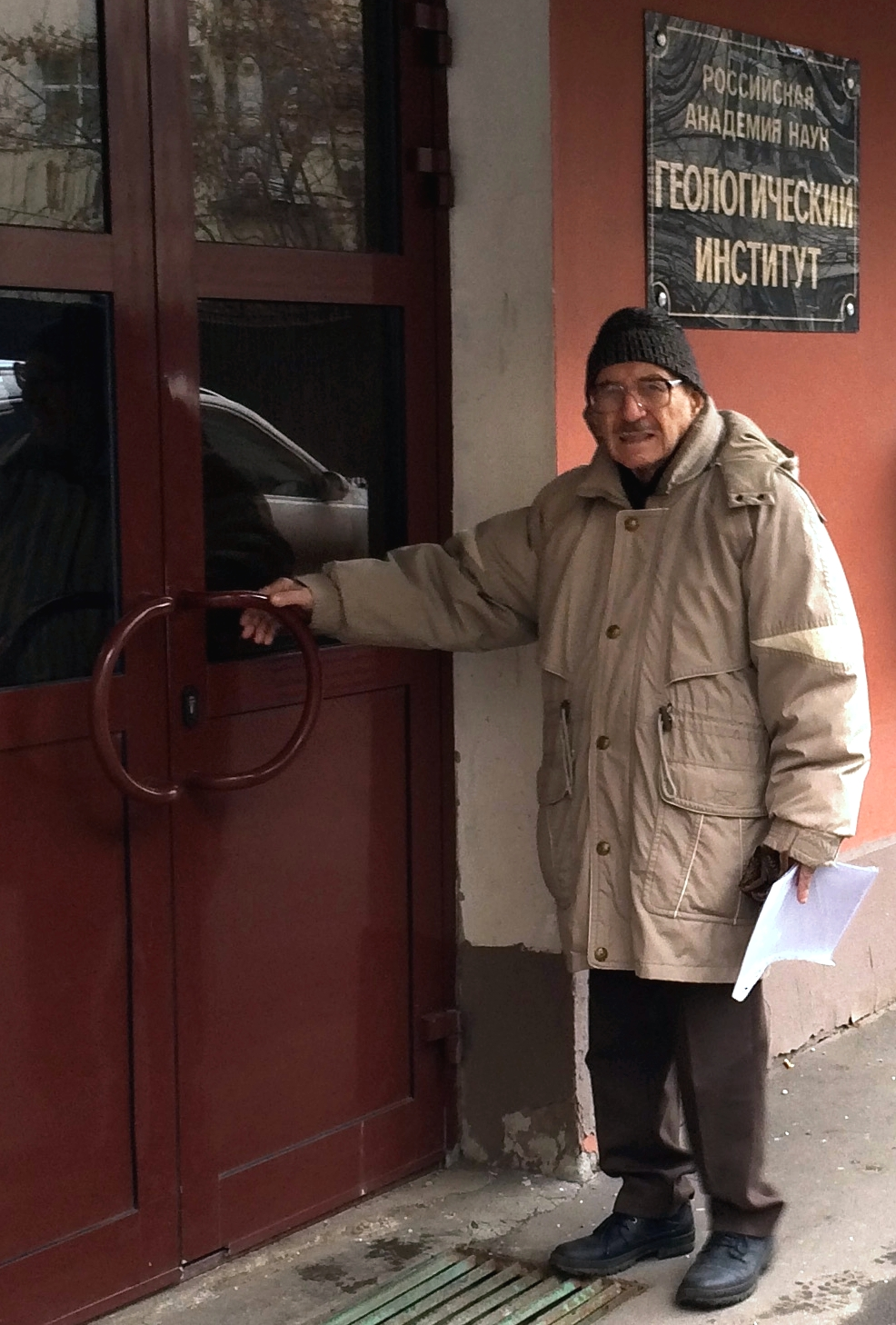
В ГИН РАН, 2015

Родился 11 октября 1931 года в Москве.
С 1959 года работал в Геологическом институте РАН. Сотрудник лаборатории палеомагнетизма отдела тектоники ГИН РАН.
В 1974 году защитил докторскую диссертацию на тему «Деформации палеозойских геосинклинальных систем (Варисциды Тянь-Шаня и каледониды Сев. Европы)».
Участвовал в полевых работах на Тянь-Шане, Памире, Кавказе, Камчатке, Урале и в Карпатах.
В 1950—1970 годах занимался изучением тектоника Тянь-Шаня.
В 1980-е годы изучал происхождение и кинематику структурных дуг Альпийского складчатого пояса.
В 1990-е годы исследовал кинематику микроконтинентов и островных дуг.
После 2000 года занимался тектоникой и геодинамикой континентальных блоков и океанов Центральной Азии.
Разработал историко-тектоническую модель фанерозойской эволюции Тянь-Шаня и Высокой Азии. Он предложил геодинамическую модель взаимодействия Тянь-Шаня, Памира, Тарима и Тибета в позднем кайнозое.
Скончался 1 ноября 2023 года на 93-м году жизни.

## Награды и премии
В 2014 году был удостоен Премии имени В. А. Обручева за серию из двух монографий под общим названием «Тектоника и геодинамика Тянь-Шаня и Высокой Азии в фанерозое».

## Членство в организациях
- Почётный член Геологического общества Америки с 2003 года.